# Wunderlichia
Wunderlichia is een geslacht uit de composietenfamilie (Asteraceae). De soorten komen voor in Brazilië.

## Soorten
- Wunderlichia azulensis Maguire & G.M.Barroso
- Wunderlichia bahiensis Maguire & G.M.Barroso
- Wunderlichia capixaba A.M.Teles & D.R.Couto
- Wunderlichia cruelsiana Taub.
- Wunderlichia insignis Baill.
- Wunderlichia mirabilis Riedel ex Baker
- Wunderlichia senae Glaz. ex Maguire & G.M.Barroso